# Il memoriale di Yalta
Il memoriale di Yalta è uno scritto di Palmiro Togliatti, segretario del Partito Comunista Italiano, redatto nei suoi ultimi giorni di vita durante una vacanza a Jalta, in Crimea, nell'agosto del 1964. Fu pubblicato per la prima volta sul numero di Rinascita del 5 settembre 1964. L'opera venne successivamente pubblicata integralmente anche dalla Pravda.

## Antefatto
Togliatti scrisse il memoriale in preparazione d'un incontro che avrebbe dovuto tenere con Nikita Sergeevič Chruščëv, che però non avvenne a causa della morte dello stesso Togliatti sopravvenuta il 21 agosto 1964.

## Contenuto
Nel Memoriale, Togliatti annota parte della sua teoria sulla via italiana al socialismo ma anche severe critiche all'Unione Sovietica. In particolar modo, Togliatti sottolinea la necessità che tutti gli stati socialisti avviassero profonde riforme volte a ottenere una società più democratica.

## Edizioni
- Il memoriale di Yalta, collana La memoria, introduzione di Giorgio Frasca Polara, Palermo, Sellerio, 1988.
- Il memoriale di Yalta, collana Strumenti Passigli, prefazione di Achille Occhetto, Firenze, Passigli, 2023.